# Faro delle Vaccarecce
Il faro delle Vaccarecce, noto anche come faro antico del Giglio, è un faro marittimo dismesso del mar Tirreno che si trova nella parte settentrionale dell'isola del Giglio, nell'omonimo territorio comunale, su un promontorio a nord dell'abitato di Giglio Castello.

## Storia
Il faro, la cui inaugurazione risale al 1850, fu la prima infrastruttura costruita per l'illuminazione dell'isola. Tuttavia, molto presto il faro si dimostrò inadeguato per le funzioni a cui era adibito, a causa del piano focale troppo elevato. Per questo motivo, nel 1883 vennero inaugurati due nuovi fari dalla Marina Militare, all'epoca denominata Regia Marina, il faro del Fenaio per l'illuminazione della parte settentrionale dell'isola e il faro di Capel Rosso per l'illuminazione della parte meridionale dell'isola. Nel giugno 2015, dopo 10 anni di disuso, il faro è stato acquistato dal direttore creativo di Roger Vivier, Gherardo Felloni. Il complesso è ora residenziale e include gallerie, alloggi privati storici e diversi giardini di proprietà circondati da viti e boschi di pini. Dal 2020, sono stati aggiunti più di 2.000 alberi e piante allo spazio.

## Architettura
Il complesso architettonico è costituito da una torre a sezione ottagonale in muratura, che si eleva al di sopra della parte centrale di un fabbricato a pianta rettangolare, anch'esso in muratura, disposto su tre livelli, che originariamente ospitava le abitazioni dei guardiani e che in seguito alla dismissione è divenuto di proprietà privata.
La struttura turriforme, con galleria interna, culmina con una terrazza sommitale che costituiva la base del tiburio della lanterna non più presente.